# الفين سينج
الفين سينج (بالإنجليزية: Alvin Singh)‏ (9 يونيو 1988 فيجي - ) هو لاعب كرة قدم فيجي، شارك في منافسات كرة القدم في الألعاب الأولمبية الصيفية 2016.

## روابط خارجية
- الفين سينج على موقع الاتحاد الدولي (مؤرشف)  (الإنجليزية)
- الفين سينج على موقع قاعدة بيانات كرة القدم.إي يو (الإنجليزية)
- الفين سينج على موقع ناشيونال فوتبول تيمز (الإنجليزية)
- الفين سينج على موقع أوليمبيديا (الإنجليزية)